# Os Onze
Os Onze ou Os Onze - O STF, seus bastidores e suas crises é um livro publicado pela editora Companhia das Letras no dia 31 de Julho de 2019, dos autores Felipe Recondo e Luiz Weber. 

## Produção
Para o livro ser produzido, foi necessário vasta pesquisa sobre artigos e livros publicados sobre o Supremo Tribunal Federal brasileiro. Dentre os entrevistados para o livro estão: Aldair Passarinho, Carmen Lúcia, Gilmar Mendes, Ayres Britto, Joaquim Barbosa, Sepúlveda Pertence, Cezar Peluso, Dias Toffoli, dentre outros ministros, juízes e professores.

## Recepção da crítica
Jerônimo Teixiera, da revista Veja, classificou o livro como: "Os Onze é um livro crítico, inventariando contradições, idiossincrasias ou atitudes um tanto cavilosas de quase todos os personagens."
Rodolfo Borges, do jornal El País, anotou que: "Parece impossível ler 'Os Onze' sem buscar os detalhes da vida íntima dos ministros do Supremo, mas o livro de Felipe Recondo e Luiz Weber oferece bem mais do que isso". Adeli Sell, do portal Sul21, também elogiou o livro.